# Berit Reiss-Andersen
Berit Reiss-Andersen (née le 11 juillet 1954) est une avocate norvégienne, écrivaine et ancienne femme politique du Parti travailliste norvégien. 
Elle est présidente du Comité Nobel norvégien, le comité de 5 membres qui décerne le prix Nobel de la paix. Elle est également membre du conseil d'administration de la Fondation Nobel, qui a la responsabilité globale des cinq prix Nobel. Elle a été secrétaire d'État auprès du ministre de la Justice et de la Police de 1996 à 1997 et présidente de l'Association du barreau norvégien de 2008 à 2012. Elle a co-écrit deux romans policiers avec l'ancienne ministre de la Justice Anne Holt. Elle est actuellement associée au bureau d'Oslo de DLA Piper.

## Carrière juridique
Berit Reiss Andersen obtient son diplôme de candidate à la jurisprudence (diplôme en droit de 6 ans) en 1981 à l'Université d'Oslo, la principale université de Norvège. Elle est cadre supérieur à l'Office norvégien de l'immigration de 1981 à 1982, conseillère juridique au ministère royal de la justice et de la police de 1982 à 1984 et procureure du district de police d'Oslo de 1984 à 1987. De 1987 à 2016, elle a son propre cabinet d'avocat à Oslo ; elle obtient le droit de comparaître devant la Cour suprême de Norvège en 1995. En 1997, elle est nommée l'un des avocats réguliers de la défense au tribunal de district d'Oslo et à la cour d'appel de Borgarting. 
En 2016, elle devient associée au bureau d'Oslo de DLA Piper. Elle est présidente de l'Association du barreau norvégien de 2008 à 2012.

## Carrière politique
Elle est secrétaire d'État auprès du ministre de la Justice et de la Police de 1996 à 1997, dans le gouvernement du Parti travailliste de Thorbjørn Jagland.

## Rôles au sein du Comité et de la Fondation Nobel
Berit Reiss Andersen est élue membre du Comité Nobel norvégien par le Storting le 22 novembre 2011 et est nommée par le Parti travailliste norvégien. Son mandat commence le 1er janvier 2012 et se termine le 31 décembre 2017. Le 20 février 2017, elle devient présidente par intérim du Comité à la suite du décès de Kaci Kullmann Five. Le 2 mai 2017, elle est officiellement élue présidente du Comité Nobel norvégien. À ce titre, Berit Reiss-Andersen sélectionne le lauréat du prix Nobel de la paix avec les quatre autres membres du comité, et elle est responsable de la remise officielle du prix
Depuis 2014, elle est également membre du conseil d'administration de la Fondation Nobel qui a la responsabilité globale des cinq prix Nobel.
Berit Reiss-Andersen a critiqué Erna Solberg pour son silence alors que le lauréat du prix Nobel de la paix Liu Xiaobo mourait en prison en Chine ainsi que le gouvernement norvégien qui a refusé de dire s'il soutenait la demande de l'Union européenne que Liu soit libéré ; elle a qualifié l'attitude de Solberg et de son gouvernement de droite d'« embarrassante ». Au nom du Comité Nobel norvégien et de la Fondation Nobel, elle voulait participer aux funérailles de Liu Xiaobo, mais s'est vu refuser un visa par le gouvernement chinois

## Auteur
Berit Reiss-Andersen a co-écrit deux romans policiers avec l'ancienne ministre de la Justice Anne Holt, Løvens gap en 1997 et Uten ekko en 2000.
Son grand-père paternel est Gunnar Reiss-Andersen, qui a écrit de la poésie lyrique.